# Rose rosse/Piangi piangi ragazzo
Rose rosse è un brano musicale cantato da Massimo Ranieri, pubblicato per la prima volta nel 1968. 
Questa edizione è pubblicata in pochissime copie e non gode di alcuna distribuzione, passando sostanzialmente inosservata. La CGD addirittura riutilizza il numero di catalogo N 9701 per il nuovo disco di Johnny Dorelli Addio, mentre Rose rosse viene riproposta nel 1969 sul lato B di Il mio amore resta sempre Teresa. Nello stesso anno la CGD decide di iscrivere Ranieri al Cantagiro, riproponendo proprio quella canzone che ottiene la vittoria al Cantagiro e vende centinaia di migliaia di copie, diventando uno dei biglietti da visita dell'artista.
Massimo Ranieri ripresenta la canzone anche a Canzonissima.

## Descrizione
Il lato B del singolo è Piangi piangi ragazzo.
Rose rosse è stato inserito nel primo album del cantante, Massimo Ranieri, pubblicato nel 1970 e nello stesso anno esce la versione spagnola Rosa roja in 45 giri (CBS, 5215) con versi in castellano di Lucio Milena, pubblicato, l'anno successivo nell'album Massimo Ranieri (CBS, S-64413).

## Tracce
Lato A
1. Rose rosse (Giancarlo Bigazzi ed Enrico Polito)

Lato B
1. Piangi piangi ragazzo

## Cover
- Enrico Musiani inserisce la cover di Rose rosse nel suo album Serenata vagabonda (Chitarra vagabonda) (Duck Record, D.K.L.P. 195).